# Tempe (Arizona)
Tempe o'odham (Oidbaḍ) és una ciutat del Comtat de Maricopa a Arizona, Estats Units d'Amèrica, de 189.834 habitants segons el cens de l'any 2023. Tempe és la 128e ciutat més poblada del país. Es troba a uns 20 quilòmetres per carretera de la capital d'Arizona, Phoenix. L'actual alcalde és Hugh Hallman.
La ciutat sense litoral té una superfície total de 104 km², de les quals 104 km² són terra i 0,26 km² són aigua. L'àrea total és del 0,32% d'aigua, inclòs el llac Tempe Town. La ciutat de Tempe limita amb Mesa a l'est, Scottsdale i la comunitat índia Salt River Pima–Maricopa al nord, Phoenix i Guadalupe a l'oest, i Chandler al sud.
Al pioner Darrell Duppa se li atribueix el fet de suggerir el nom de Tempe, adoptat el 1879, després de comparar la vall del riu Salt a prop d'una butte de 91 m d'alçada, amb la vall de Tempe.
Papago Park i Tempe Butte Desert Preserves ofereixen senderisme, ciclisme de muntanya i de carretera, escalada en roca, golf i activitats eqüestres. Tempe també és la seu del triatló anual Ironman, que té lloc a finals de novembre.